# Copa de Clubes de Asia 1990-91
La Copa de Clubes de Asia de 1991 fue la 10.ª edición del torneo de fútbol a nivel de clubes más importante de Asia organizado por la AFC. Los equipos de Malasia no participaron en esta edición.
El Esteghlal FC de Irán venció en la final al entonces campeón defensor Liaoning FC de China para ganar el título por segunda ocasión.

## Fase de Clasificación

### Grupo 1
Jugado en Bagdad, Irak
| Club       | Pts. | J | G | E | P | GF | GC | GD |
| ---------- | ---- | - | - | - | - | -- | -- | -- |
| Al Rasheed | 4    | 2 | 2 | 0 | 0 | 3  | 1  | +2 |
| Al Ramtha  | 2    | 2 | 1 | 0 | 1 | 4  | 3  | +1 |
| Al Yarmook | 0    | 2 | 0 | 0 | 2 | 1  | 4  | −3 |

| Local      | Visita     | Resultado |
| ---------- | ---------- | --------- |
| Al Rasheed | Al Yarmook | 1-0       |
| Al Ramtha  | Al Yarmook | 3-1       |
| Al Rasheed | Al Ramtha  | 2-1       |

### Grupo 2
| Local   | Resultado | Visita    | Ida | Vuelta |
| ------- | --------- | --------- | --- | ------ |
| Al-Sadd | 1–2       | Esteghlal | 1-1 | 0-1    |

### Grupo 3
La Copa de Clubes del Golfo fue cancelada por la crisis en la región; los participantes iban a ser el  Bahrain Club, el  Al Arabi Kuwait, el  Al Nasr y el  Sharjah FC, pero todos abandonaron el torneo.

### Grupo 4
Jugado en Pakistán
| Club    | Pts. | J | G | E | P | GF | GC | GD |
| ------- | ---- | - | - | - | - | -- | -- | -- |
| Al Nasr | 3    | 2 | 1 | 1 | 0 | 2  | 0  | +2 |
| PIA FC  | 3    | 2 | 1 | 1 | 0 | 1  | 0  | +1 |
| RCT     | 0    | 2 | 0 | 0 | 2 | 0  | 3  | −3 |

| Local   | Visita  | Resultado |
| ------- | ------- | --------- |
| PIA FC  | RCT     | 1-0       |
| Al Nasr | RCT     | 2-0       |
| PIA FC  | Al Nasr | 0-0       |

### Grupo 5
Jugado en Bangladés
| Club          | Pts. | J | G | E | P | GF | GC | GD |
| ------------- | ---- | - | - | - | - | -- | -- | -- |
| Mohammedan SC | 4    | 2 | 2 | 0 | 0 | 7  | 1  | +6 |
| Salgaocar SC  | 2    | 2 | 1 | 0 | 1 | 4  | 3  | +1 |
| Club Lagoons  | 0    | 2 | 0 | 0 | 2 | 1  | 8  | −7 |

| Local         | Visita       | Resultado |
| ------------- | ------------ | --------- |
| Salgaocar SC  | Club Lagoons | 3-1       |
| Mohammedan SC | Club Lagoons | 5-0       |
| Mohammedan SC | Salgaocar SC | 2-1       |

### Grupo 6
Jugado en Singapur
| Club                  | Pts. | J | G | E | P | GF | GC | GD |
| --------------------- | ---- | - | - | - | - | -- | -- | -- |
| Pelita Jaya           | 3    | 2 | 1 | 1 | 0 | 2  | 1  | +1 |
| Bangkok Bank FC       | 2    | 2 | 1 | 0 | 1 | 3  | 3  | 0  |
| Geylang International | 1    | 2 | 0 | 1 | 1 | 1  | 2  | −1 |

| Local                 | Visita          | Resultado |
| --------------------- | --------------- | --------- |
| Pelita Jaya           | Bangkok Bank FC | 2-1       |
| Geylang International | Pelita Jaya     | 0-0       |
| Geylang International | Bangkok Bank FC | 1-2       |

### Grupo 7
Jugado en Corea del Norte
| Club            | Pts. | J | G | E | P | GF | GC | GD |
| --------------- | ---- | - | - | - | - | -- | -- | -- |
| April 25        | 4    | 2 | 2 | 0 | 0 | 2  | 0  | +2 |
| Liaoning FC     | 2    | 2 | 1 | 0 | 1 | 3  | 3  | 0  |
| Nissan Yokohama | 0    | 2 | 0 | 0 | 2 | 2  | 4  | −2 |

| Local       | Visita          | Resultado |
| ----------- | --------------- | --------- |
| April 25    | Nissan Yokohama | 1-0       |
| Liaoning FC | Nissan Yokohama | 3-2       |
| April 25    | Liaoning FC     | 1-0       |

## Fase de grupos

### Grupo A
El Al Rasheed de Irak abandonó el torneo por la Guerra del Golfo Pérsico, y fue reemplazado por el Al Ramtha de Jordania, quien fue descalificado por no pagar la cuota de ingreso a la segunda ronda.
| Club        | Pts. | J | G | E | P | GF | GC | GD |
| ----------- | ---- | - | - | - | - | -- | -- | -- |
| Liaoning FC | 3    | 2 | 1 | 1 | 0 | 2  | 1  | +1 |
| Pelita Jaya | 2    | 2 | 1 | 0 | 1 | 3  | 1  | +2 |
| Al Nasr     | 1    | 2 | 0 | 1 | 1 | 1  | 4  | −3 |

| Pelita Jaya | 3–0 | Al Nasr     |
| Liaoning    | 1–1 | Al Nasr     |
| Liaoning    | 1–0 | Pelita Jaya |

### Grupo B
| Club            | Pts. | J | G | E | P | GF | GC | GD |
| --------------- | ---- | - | - | - | - | -- | -- | -- |
| Esteghlal FC    | 5    | 3 | 2 | 1 | 0 | 5  | 2  | +3 |
| April 25        | 3    | 3 | 1 | 1 | 1 | 5  | 5  | 0  |
| Mohammedan SC   | 3    | 3 | 0 | 3 | 0 | 2  | 2  | 0  |
| Bangkok Bank FC | 1    | 3 | 0 | 1 | 2 | 4  | 7  | −3 |

| Mohammedan SC | 1–1 | Bangkok Bank  |
| Esteghlal     | 2–1 | April 25      |
| Esteghlal     | 2–0 | Bangkok Bank  |
| Mohammedan SC | 0–0 | April 25      |
| April 25      | 4–3 | Bangkok Bank  |
| Esteghlal     | 1–1 | Mohammedan SC |

## Semifinales
| Local        | Resultado | Visita      |
| ------------ | --------- | ----------- |
| Esteghlal FC | 2-0       | Pelita Jaya |
| Liaoning FC  | 3-0       | April 25    |

## Tercer Lugar
| Local       | Resultado      | Visita   |
| ----------- | -------------- | -------- |
| Pelita Jaya | 2-2 (7-6 pen.) | April 25 |

## Final
| Local     | Resultado | Visita   |
| --------- | --------- | -------- |
| Esteghlal | 2-1       | Liaoning |

| Bandera de Irán                     |
| Campeón Esteghlal F. C. 2.do título |